# Gaecheonjeol
Gaecheonjeol (hangul: 開天節; hanja: 개천절; "O dia em que o céu se abriu") é um feriado na Coreia do Sul e do Norte celebrado 3 de outubro. Também conhecido pelo nome em inglês National Foundation Day, este feriado celebra a lendária formação do primeiro estado coreano de Gojoseon em 2333 AC. Esta data tem sido tradicionalmente considerada como a data de fundação do povo coreano.
Gaecheonjeol também é reconhecido na Coreia do Norte, embora não como feriado, com uma cerimônia anual no Mausoléu de Dangun, o fundador de Gojoseon.

## Origem
Gae-cheon ("Abertura do Céu") refere-se a 3 de outubro de 2457 AC, data em que Hwanung (환웅) desceu do céu para viver com a humanidade.
A cerimônia da colheita era celebrada nos reinos coreanos; Yeonggo (영고,迎鼓) de Buyeo; Mucheon (무천,舞天) de Yemaek; Gyeeum (계음,契飮) de Mahan e Byeonhan; Dongmaeng (동맹,東盟) de Koguryo; e Palgwanhoe (팔관회,八關會) de Silla.
Em 1909, Gaecheonjeol foi estabelecido como feriado nacional. A princípio, o feriado era observado no terceiro dia do 10º mês do calendário lunar, mas foi fixado em 3 de outubro do calendário gregoriano solar desde 1949.

## História
Em 15 de janeiro de 1909, quando o Daejongismo reabriu seu portão com Nachul no centro, foi estabelecido como um dia de celebração e comemorado todos os anos. Eventos como este contribuíram para fortalecer o espírito do povo coreano sob a pressão do domínio colonial japonês.
Quando o Governo Provisório da República da Coreia foi estabelecido em 1919, o governo provisório estabeleceu 3 de outubro do calendário lunar como feriado nacional. Isso se baseia na percepção universal da história, que viu Dangun como o fundador do Hankyoreh na época e Gojoseon como a primeira nação do povo coreano.
Após o estabelecimento da República da Coreia após a libertação da Coreia do domínio colonial japonês, o Dangungiwon (단군기원, 檀君紀元), ou dan-gi (단기,檀紀), foi promulgado como o calendário oficial da nação no "Agir em calendários oficiais" em 25 de setembro de 1948. Em 1º de outubro de 1949, foi promulgada a "Lei do Dia Nacional de Celebração" e a data do terceiro mês lunar foi designada como Gaecheonjeol. Como era originalmente um calendário lunar, foi usado como calendário lunar mesmo após o estabelecimento do governo coreano, mas após a deliberação do "Conselho de Deliberação sobre a mudança das celebrações de gaecheonjeol do calendário lunar para o calendário solar, "que foi nomeado pelo Ministério da Cultura e Educação em 1949, mudou o calendário lunar para o calendário solar e tornou-se uma grande prática, pois dizia-se que os registros do dia 3 de outubro eram preciosos.
Por outro lado, o Daejongismo acredita que o significado original da palavra "Gaecheon" não é o dia da fundação de Dangun, mas o terceiro dia do mês lunar de outubro de 2457 a.C., quando Hwanung abriu o portão do céu e desceu abaixo de Sin Dansu, Taebaek Mountain, e começou o grande trabalho de "Hongikingan" (弘益人間, traduzido como "para beneficiar amplamente os humanos") e 'Yihwasegye' (理化世界, traduzido como "governar a palavra com razão").

## Canção do Dia da Fundação Nacional
A música foi originalmente cantada por pessoas que acreditavam no Daejongismo. Depois que o Dia da Fundação Nacional se tornou feriado nacional, a letra foi alterada como é cantada hoje em dia.

A letra é a seguinte: 

Seção 1

Se formos água, teríamos uma fonte da qual nos originamos

Se somos uma árvore, deve haver nossas raízes das quais nos originamos

O grande pai deste país é dangun (o que implica que sua raiz e fonte é dangun)

O grande pai deste país é dangun

Seção 2

No alto do Monte Paekdu, um pai (hwanin) deu uma coisa misteriosa a seu filho (hwanung)

Seguindo os rastros de um santo, o céu se abriu

Visto que são os três primeiros dias de outubro, é o mês da colheita

Visto que são os três primeiros dias de outubro, é o mês da colheita

Seção 3

O tronco ainda é um, embora tenha sido há muito tempo

As folhas de sândalo que florescerão novamente seriam lindas a partir de 3000 li

Eu juro que receberia (o caule ou a beleza de dangun) e faria você (provavelmente dangun) brilhar

Eu juro que receberia (o caule ou a beleza de dangun) e faria você (provavelmente dangun) brilhar

Tradução Livre